# Nikolaj Arcel
Nikolaj Arcel (Copenaghen, 25 agosto 1972) è un regista e sceneggiatore danese.

## Carriera
Il suo film più famoso è Royal Affair, con cui ha vinto l'Orso d'argento per la migliore sceneggiatura al Festival di Berlino nel 2012 e ha ottenuto le nomination ai Premi Oscar 2013 nella categoria miglior film straniero e ai Golden Globe 2013 nella stessa categoria.
Il 4 giugno 2013 è stata annunciata una trasposizione cinematografica del fumetto Fables che vedrebbe Arcel ricoprire il ruolo di regista e con Jeremy Slater come sceneggiatore.
È stato inoltre annunciato che avrebbe diretto la trasposizione cinematografica del best seller di Stephen King intitolato L'ultimo cavaliere primo romanzo del ciclo dark fantasy La torre nera, le cui riprese sono cominciate nel 2016. Nel 2017 il film, reintitolato semplicemente La torre nera (e ispirato in realtà, prevalentemente, ai primi due capitoli della saga letteraria), è uscito infine in sala, con un cast composto da Idris Elba, Matthew McConaughey e Jackie Earle Haley.

## Filmografia

### Regia
- De vendte aldrig hjem – mediometraggio (1997)
- Woyzecks sidste symfoni – mediometraggio (2001)
- Kongekabale (2004)
- De fortabte sjæles ø (2007)
- Sandheden om mænd (2010)
- Royal Affair (En kongelig affære) (2012)
- La torre nera (The Dark Tower) (2017)
- La terra promessa (Bastarden) (2023)

### Sceneggiatore
- De vendte aldrig hjem – mediometraggio (1997)
- Woyzecks sidste symfoni – mediometraggio (2001)
- Attenti a quei tre (Klatretøsen), regia di Hans Fabian Wullenweber (2002)
- Kongekabale (2004)
- Cecilie, regia di Hans Fabian Wullenweber (2007)
- De fortabte sjæles ø (2007)
- Fighter, regia di Natasha Arthy (2007)
- Rejsen til Saturn, regia di Thorbjørn Christoffersen, Craig Frank e Kresten Vestbjerg Andersen (2008)
- Uomini che odiano le donne (Män som hatar kvinnor), regia di Niels Arden Oplev (2009)
- Sandheden om mænd (2010)
- Royal Affair (En kongelig affære) (2012)
- Carl Mørck - 87 minuti per non morire (Kvinden i buret), regia di Mikkel Nørgaard (2013)
- Antboy, regia di Ask Hasselbalch (2013) - soggetto
- The Absent One - Battuta di caccia (Fasandræberne), regia di Mikkel Nørgaard (2014)
- Conspiracy of Faith - Il messaggio nella bottiglia (Flaskepost fra P), regia di Hans Petter Moland (2016)
- La torre nera (The Dark Tower) (2017)
- Paziente 64 - Il giallo dell'isola dimenticata (Journal 64), regia di Christoffer Boe (2018)
- Riders of Justice (Retfærdighedens ryttere), regia di Anders Thomas Jensen (2020) - soggetto
- La terra promessa (Bastarden) (2023)